# Vladimír Godár
Vladimír Godár (n. 16 martie 1956, Bratislava, Cehoslovacia) este un compozitor slovac.

## Biografie
Activ în domeniul muzicii clasice contemporane și al muzicii de film, este cunoscut și pentru colaborarea sa cu violonista, cântăreața și compozitoarea cehă Iva Bittová, precum și ca autor, editor și traducător de cărți despre istoria muzicii. A scos din uitare muzica și reputația slovacului Ján Levoslav Bella din secolul al XIX-lea.
Opera sa este puțin cunoscută în lumea occidentală, dar mai multe lucrări de-ale sale au fost înregistrate de Slovart Records.
Vladimír Godár se numără printre compozitorii contemporani care au contribuit la renașterea clavecinului în secolul al XX-lea.

## Opere

### Opere pentru teatru
- Pod rozkvitnutými sakurami hudobno-dramatická báseň (2008)
- Clownforum mime (1990)

### Opere orchestrale
- Partita pentru 54 de coarde, clavecin, timpane și clopote tubulare (1983)
- Ouverture Omagiu lui Alfred Jarry (1978)
- Symphonie n° 1 (1980) (rev. 1986)
- Symphonie n° 2 (1992)
- Via lucis (1993)
- Mormântul lui Bartók (1995) (rev. 2002)
- Sinfonia giocosa (1974)
- Fugue (1975)
- Fugue en fa (1975)
- Passacaille et Fugue (1981)
- Stabat Mater pentru voce feminină, vioară, harpă, teorbă și clavecin (2001)
- Orbis sensualium pictus, oratorio (1984)
- Regina coeli, pentru voce feminină, cor, vioară, teorbă și clavecin (2003)
- Magnificat (2004)
- Regina coeli (2004)
- Emmeleia pentru harpă și orchestră de coarde (1994)
- Emmeleia pentru vioară și orchestră de coarde (1999)
- Dariachanga's Orchard, un mit după Othar Chiladze (1987)
- Little Suite for Little David, pentru chitară, orchestră de coarde și clavecin (2005)

### Opere de cameră
- Gathering (Zbiehanie) (1972)
- ''Méditation pentru vioară, orchestră de coarde și timpane (1984-1985) (rev. 1995)
- Barcarolle pentru vioară, 12 coarde, harpă și clavecin (1993)
- Monodies pentru violoncel (1970)
- Sonate pentru vioară (1971)
- Four Monologues pentru chitară (1971)
- Elegy pentru violoncel (1971/2003)
- Cycle pentru flaut (1972)
- Cinci compoziții pentru chitară (1972)
- O Crux, meditație (O Crux, meditácia) pentru vioară sau violoncel (1999/2000)
- Book of Psalms pentru violoncel (2003)
- Sonată pentru vioară (2004)
- Cinci compoziții pentru pian (1970)
- Trei valsuri pentru pian (1971)
- Compoziții pentru pian (1971)
- Preludiu pentru pian (1971)
- Suită pentru pian (1972)
- Variații pentru pian (1973)
- Trigram pentru pian (1973)
- Patru compoziții pentru pian (1975)
- Cinci bagatele pentru pian (1981)
- Grave, pascală pentru pian (1983)
- Emmeleia pentru pian (1994)
- Suită pentru două viori (1981)
- Sonată în memoria lui Viktor Shklovsky (Sonáta na pamäť Viktora Šklovského), pentru violoncel și pian sau pentru vioară și pian (1985)
- Séquence, pentru vioară și pian (1987)
- Emmeleia pentru pian și vioară / alto / violoncel (1994/1995)
- La Canzona refrigerativa dell'arpa di Davide, pentru violoncel și harpă (1999)
- Divertimento en la majeur pentru vioară și violoncel (2001)
- Introduction et Fugue pentru vioară, alto și violoncel (1970)
- Trei compoziții pentru flaut, chitară și violoncel (1971)
- Bagatelă pentru flaut, alto și bas (1971)
- Trio pentru oboi, vioară sau violoncel și pian(1974) (rev. 1980)
- Trio pentru flaut, trompetă și clarinet jos (1976)
- Talisman nocturn pentru vioară, violoncel și pian (1979–1983)
- Variazioni facili (variații simple) pentru vioară, violoncel și pian (2001)
- Emmeleia pentru vioară, violoncel și pian (1994, rev. 1999)
- Ricercar pentru 4 instrumente: flaut, oboi, violoncel și clavecin / 2 viori, violoncel și clavecin / 2 viori, violoncel și pian / vioară, alto, violoncel și contrabas  (1977) (rev. 1995)
- Missa pastoralis la patru viori sau patru chitare (2000/2002)
- Film Suite pentru 2 viori, alto și violoncel (2001)
- Swan Song pentru 4 violoncele (2003)
- Little Suite pentru patru saxofoane (2003)
- Pascală pentru 2 viori, alto și violoncel (1973)
- Meditație de toamnă pentru 2 viori alto și violoncel (1979) (rev. 1990)
- Tandrețe pentru 2 vioare, alto și violoncel (1991)
- Emmeleia pentru 2 vioare, alto și violoncel (1994) (rev. 1995)
- Le carneval de Venise pentru 2 vioare, alto și violoncel (Carnival of Venice) (2005)
- Déploration sur la mort de Witold Lutosławski pentru 2 vioare, alto, violoncel și pian (1994)
- Cvintet de suflători pentru flaut, oboi, clarinet, basson și cor (1977) (rev. 1980)
- Concertino pentru flaut, oboim violoncel ,clarinet, basson, 3 viori, 2 alto, 2 violoncele (1970)
- Concerto grosso per archi e cembalo, pentru 6 viori, 3 alto, 2 violoncele și clavecin (1985)
- Variații, două fragmente după « Primele Impresii » de Henri Michaux, pentru voce recitantă, pian și contrabas (1970) (rev. 1980)
- To Ashes pentru soprano și pian (1972)
- Trei cântece pe texte folclorice pentru voce și pian / bas, 2 viori alto și violoncel, bas, coarde și harpă (1972) (rev. 1975, 1981)
- Trei cântece pe două poeme chinezești, pentru mezzosoprană și orchestră (1977)
- Lyric Cantata pentru mezzosoprană și orchestră (1981)
- Humanitas, arie pentru soprană, harpă și coarde (1983)
- Dance and Aria of Little Siouxes (1984)
- Four Serious Songs pentru voce și pian (1985, rev. 1986)
- Lullabies of Jan Skácel pentru soprană, flaut, violoncel și clavecin (1986)
- Ecce puer pentru soprană, două viori, contrabas, chitară, harpă și clavecin (1997)
- Bikít Gilgamesh pentru bas și violoncel (1998)
- Lullabies pentru contralto, 2 viori, alto și violoncel (2002)
- Maykomashmalon (2005)
- Violin Duets 72 compoziții pentru 2 viori (1981)
- Summer Images 12 compoziții pentru 2 pian (1981)
- Little Suite pentru vioară și pian / vioară și coarde (1984) (rev. 1986)
- Melodiarium pentru coarde și clavecin (1980)
- 1730 Hungarici Saltus and Dionisio (1982)
- Suită de dansuri, după Vietoris Tabulature, 22 de dansuri pentru coarde și clavecin (1985)
- From Old Albums 200 de dansuri pentru 1 instrument ad libitum și contratenor (1985)
- Christmas in Chrenovec adaptări ale cântecelor de Crăciun din colecția « Cântece Pastorale » de Gašpar Drost (1840?) (1992)
- Samuel Capricornus: Te Deum (1992)
- Colinde de Crăciun pentru vioară și coarde (2002)
- Jozef Grešák: Zuzanka Hraškovie (1978)
- Jozef Grešák: Unwoken (1987)
- Claude Debussy: Six épigraphes antiques, pentru coarde (1981)
- Antonín Rejcha: 12 fugues pentru 2 viori, alto și violoncel (1986)
- Claude Debussy: Cake-walk pentru 2 viori, alto și violoncel (1986)
- Maurice Ravel: Kaddish pentru vioară sau alto și pian(1986)
- Johann Sigismund Kusser: Marche pentru orchestră (1987)
- Edvard Grieg: Five Lyric Pieces, pentru vioară și pian (1990)
- Claude Debussy: Songs pentru voce și orchestră (1991–1993)
- William Byrd: The Bells pentru 2 viori, alto și violoncel (1992)
- Leoš Janáček: 10 Folk Songs from Moravia pentru voce, 2 viori, alto et violoncel (2002)
- Béla Bartók: Lullaby după un ciclu de scene rurale, pentru voce, 2 viori, alto și violoncel (2002)
- Ján Šimbracký: Opera omnia I, pentru cor (1982)

### Opere corale
- Șase bagatele pentru cor mixt(1980)
- The Identical (Totožné) pentru 2 soprane, 2 contralto, 2 tenori și 2 baritoni (1977) (rev. 1990)
- Songs of the Last Moments of Life (Spevy o posledných chvíľach života) (1973), despre poezii africane
- Re-sound, Mountain (Ozývaj sa, hora) (1976)
- At the Water (1977)
- Song of White Heads (1980)
- Mirroring tetralogy (1973–1980)
- Sorrowful Songs despre vechi poezii slovace din secolele al XVIII-lea și al XIX-lea (1979)
- Chrysanthemum (1975)
- Querela pacis (2010) pentru soprană, alto, tenor, cor și orchestră

### Muzică de film
- Rudolf Uher (1983)
- Angle of Sight (1984)
- Staccato (1985)
- Ballad (1987)
- Pana de păun (1987)
- În orașul plin de umbrele (V meste plnom dáždnikov) (1989)
- Acre, Canes, Wood (1990)
- Flight of the Asphalt Pigeon (Let asfaltového holuba) (1990)
- Tandrețe (Neha) (1991)
- Variations of Fame (Variácie slávy) (1991)
- Toate lucrurile pe care le iubesc (Všetko, čo mám rád) (1992)
- Străini (1992)
- Dorințe (Želania) (1992)
- Rubber Jurošík (1991–1993)
- Generații (1993)
- Baščovanský și ginerele (1994)
- Grădina (Záhrada) (1995)
- Orbis pictus (1997)
- Întoarcerea idiotului (Návrat idiota) (1998)
- Half-bright (1999)
- Un peisaj (2000)
- Requiem (2001)
- Un stat însorit (Slnečný štát) (2005)
- Profesorul de la țară (Venkovský učitel) (2007)